# Hermann Schneider (Germanist)
Hermann Schneider (* 12. August 1886 in Zweibrücken; † 9. April 1961 in Tübingen) war ein deutscher germanistischer und skandinavistischer Mediävist. Er war Rektor und Professor der Universität Tübingen.

## Leben
Hermann Schneider besuchte von 1895 bis 1904 das Maximiliansgymnasium in München. Von 1904 bis 1905 studierte Schneider an der Universität München bei Friedrich von der Leyen, Franz Muncker und Hermann Paul Germanistik und Philosophie. Von 1906 bis 1910 studierte er an der Universität Berlin bei Andreas Heusler, Richard Moritz Meyer, Wilhelm Scherer, Erich Schmidt und Wolfgang Schulze Germanische und Romanische Philologie. Bei Erich Schmidt wurde er 1910 promoviert und legte die Prüfung für das höhere Lehramt ab. Nach der erfolgreichen Habilitation 1912 wurde er Privatdozent und erhielt 1914 eine außerordentliche Professur an der Universität Bonn und 1915 an der Berliner Universität. 1921 folgte der Ruf als ordentlicher Professor für Deutsche Sprache und Literatur an der Universität Tübingen. Dort wurde er 1945 der erste Nachkriegsrektor. 1954 wurde er emeritiert.
Schneider war Mitglied der Bayerischen Akademie der Wissenschaften, der Modern Language Association sowie Kungliga Vetenskaps- och Vitterhetssamhället i Göteborg.